# Hyrtios vilis
Hyrtios vilis är en svampdjursart som beskrevs av Duchassaing och Giovanni Michelotti 1864. Hyrtios vilis ingår i släktet Hyrtios och familjen Thorectidae.
Artens utbredningsområde är havet kring Brittiska Jungfruöarna. Inga underarter finns listade i Catalogue of Life.